# Leptobrachella baluensis
Espèce
Statut de conservation UICN

 LC  : Préoccupation mineure
Leptobrachella baluensis est une espèce d'amphibiens de la famille des Megophryidae.

## Répartition
Cette espèce est endémique du Nord de Bornéo. Elle se rencontre entre 750 et 1 800 m d'altitude, :
- en Malaisie orientale dans les États de Sabah et de Sarawak ;
- en Indonésie au Kalimantan.

## Étymologie
Son nom d'espèce, composé de balu et du suffixe latin -ensis, « qui vit dans, qui habite », lui a été donné en référence au lieu de sa découverte, le mont Kinabalu, parfois orthographié Kina Balu.

## Publication originale
- Smith, 1931 : The herpetology of Mt. Kinabalu, North Borneo, 13,455 ft. Bulletin Raffles Museum, vol. 5, p. 8-32 (texte intégral).